# کشتی در داغستان
کشتی در داغستان (انگلیسی: Wrestling in Dagestan)
کشتی یکی از ورزش‌های محبوب داغستان است. داغستان علی‌رغم جمعیت نسبتاً کمی در حدود ۳ میلیون نفر، در طول تاریخ تعداد قابل توجهی از قهرمانان المپیک و جهان در کشتی آزاد تربیت کرده‌است. علی علیف، قهرمان پنج دوره کشتی آزاد جهان، اولین کشتی گیر اهل داغستان بود که عنوان جهانی را به دست آورد.
در سال‌های اخیر، هنرهای رزمی ترکیبی (MMA) در داغستان رواج یافته‌است، زیرا کشتی جزء مهمی از آن است. برجسته‌ترین چهره در این رشته، حبیب نورمحمدوف است که با استفاده از مهارت‌های کشتی و گراپلینگ، قهرمان سبک‌وزن UFC شد و بدون شکست بازنشسته شد.

## تاریخچه
کشتی نقش بسزایی در زندگی مردم داغستان دارد. مردان منطقه اظهار داشته‌اند که همیشه در مسابقات سنتی بین روستاهای کوهستانی کشتی می‌گرفتند. قرار گرفتن داغستان در قفقاز آن را در موقعیتی قرار داده‌است که از نظر تاریخی دائماً در معرض خطر جنگ قرار دارد و بنابراین نیاز به ایجاد نگرش نسبت به جنگ بود. کشورهای همسایه مانند گرجستان، آذربایجان و ارمنستان و همچنین مناطق همجوار مانند اوستیا، چچن، اینگوشتیا و آبخازیا نیز مشارکت قابل توجهی در کشتی دارند. با این حال داغستان حتی در میان همتایان همسایه خود متمایز است.
در دوران اتحاد جماهیر شوروی، کشتی مورد توجه زیادی قرار نمی‌گرفت. تعداد کمی از روستاها دارای سالن‌های ورزشی بودند، و به این رشته ورزشی ورزش بها داده نمی‌شد.
در دوران پس از فروپاشی اتحاد جماهیر شوروی، کشتی در داغستان رایج شد. کسانی که در بالاترین سطح در کشتی موفق می‌شوند می‌توانند زندگی خود را کاملاً تغییر دهند. سالن‌های ورزشی جدیدی ساخته شدند که حتی روستاهای کوچک هم به سالن‌های ورزشی مجهز شدند. هنگامی که کمیته بین‌المللی المپیک در نظر گرفت کشتی را از المپیک حذف کند، نگرانی‌های زیادی برای مردم داغستان بوجود آورد.